# چهارتکاب
چهارتکاب، روستایی از توابع بخش قلندرآباد و در فاصله ۳۵ کیلومتری شهرستان فریمان در استان خراسان رضوی ایران است.

## جمعیت
این روستا در دهستان قلندرآباد قرار دارد و براساس سرشماری مرکز آمار ایران در سال ۱۳۸۵، جمعیت آن ۲۳۸ نفر (۶۱خانوار) بوده‌است.هم اکنون (100 خانوار) شده‌اند .(1396/6/13)

## ریشه نام
تکاب در فرهنگ فارسی دهخدا و فرهنگ فارسی هوشیار به معنای 
زمین آبکند و دره میان دو کوه و در فرهنک فارسی عمید به معنای آب باریک و زمینی که آب کم و باریکی در آن جاری باشد یا نخ‌آب و یا جایی از رود یا دریا که بسیارگود باشد و پا به قعر آن نرسد ، ته‌آب و یا غرقاب ترجمه شده است

## نقاط دیدنی
آبشار چهار تکاب در ارتفاع ۱۹۱۱ متری از سطح دریا واقع شده و دسترسی به این آبشار از طریق مسیر جاده سد فریمان به سمت روستای تقی آباد ، سپس مسیر جاده کله منار و در فاصله ۴ کیلومتری روستای چهارتکاب می باشد 
در بالا دست آبشار منطقه ای جنگلی پوشیده از درختان ارس است